# Mohammed Dahlan
Mohammed Dahlan, (in arabo محمد دحلان‎?), anche conosciuto con la kunya Abu Fadi (Khan Younis, 29 settembre 1961), è un politico e generale palestinese, ex leader di Fatah nella Striscia di Gaza. Dahlan divenne politicamente attivo da adolescente e nel 1981 contribuì a fondare il ramo di Gaza del movimento giovanile Fatah Fatah Hawks. Tra il 1981 e il 1986 fu arrestato da Israele 11 volte per il suo ruolo di leader nel movimento..

## Biografia
Nato nel 1961 nel campo profughi di Khan Yunis, da una famiglia di profughi palestinesi provenienti da Hamama, nel 1981 aiutò a fondare il movimento giovanile del Fatah, Fath Shabiba (il Giovane Fatah); negli anni seguenti fu chiuso nelle prigioni israeliane in diverse occasioni per il suo coinvolgimento nel terrorismo contro Israele, dove imparò l'ebraico. In totale, rimase in carcere per cinque anni, fino al 1986. Al terminè completò gli studi all'università islamica di Gaza.
Con la nascita della Autorità Nazionale Palestinese nel 1994, fu scelto da Arafat come capo della sede di Gaza del Servizio di sicurezza preventiva. In quegli anni fu accusato di aver torturato diversi militanti di Hamas. Si dimise nel 2002 e nell'aprile 2003 fu nominato ministro per la sicurezza da Mahmoud Abbas, nonostante l'opposizione di Arafat, restandolo fino a settembre.
Nel 2006 fu eletto nel Consiglio legislativo palestinese e divenne consigliere della sicurezza nazionale fino al luglio 2007, quando Abbas lo rimosse, considerandolo uno dei responsabili della sconfitta nella battaglia di Gaza contro Hamas.
Nel 2009 fu eletto nel comitato centrale di Fatah, fino alla sua espulsione dal partito nel 2011 a causa delle dichiarazioni del presidente palestinese Mahmoud Abbas che lo accusò di aver ucciso Arafat avvelenandolo.
Dahlan detiene anche la cittadinanza montenegrina dal 2012, e vive in esilio ad Abu Dhabi.